# Receptor EP3
El receptor EP3 és un dels quatre subtipus dels receptor de la prostaglandina E2. Igual que la resta de receptors de la seva família, estan acoblats a proteïnes G  de tipus rodopsina amb set dominis transmembrana. A més, aquest receptor indueix una disminució dels nivells de cAMP i s’ha designat com a receptor “inhibidor” sobre la senyalització cel·lular. També participa en la regulació de diverses funcions cel·lulars.